# Dating Quiz
De Dating Quiz was een Nederlands televisieprogramma van Linda de Mol waarin blind dating en een quiz gecombineerd werden. Het programma werd geproduceerd door Talpa Entertainment Productions en is uitgezonden vanaf 17 oktober 2021 op SBS6.
Na zes afleveringen bleek het programma minder goed bekeken dan verwacht.

## Opzet
Koppels krijgen voorafgaand aan de uitzending de kans om op blind date te gaan met andere kandidaten, de drie koppels die een klik voelen komen in de grote studio terecht. 
In de studio spelen de drie matches een quiz - zonder elkaar te zien. Het duo dat in de eerste quizronde afvalt krijgt de kans elkaar voor 30 seconden te bekijken om te oordelen of zij wél of niet verder willen met elkaar. Ditzelfde geldt voor de afvallers van ronde 2. Het derde en overgebleven duo krijgt elkaar als laatste te zien. In de finale kunnen kan dit duo kiezen om samen verder te gaan en de finale als koppel of individu te spelen - indien er geen klik is. De winnaar neemt/winnaars nemen een geldbedrag mee naar huis.